# Pieter de Witte

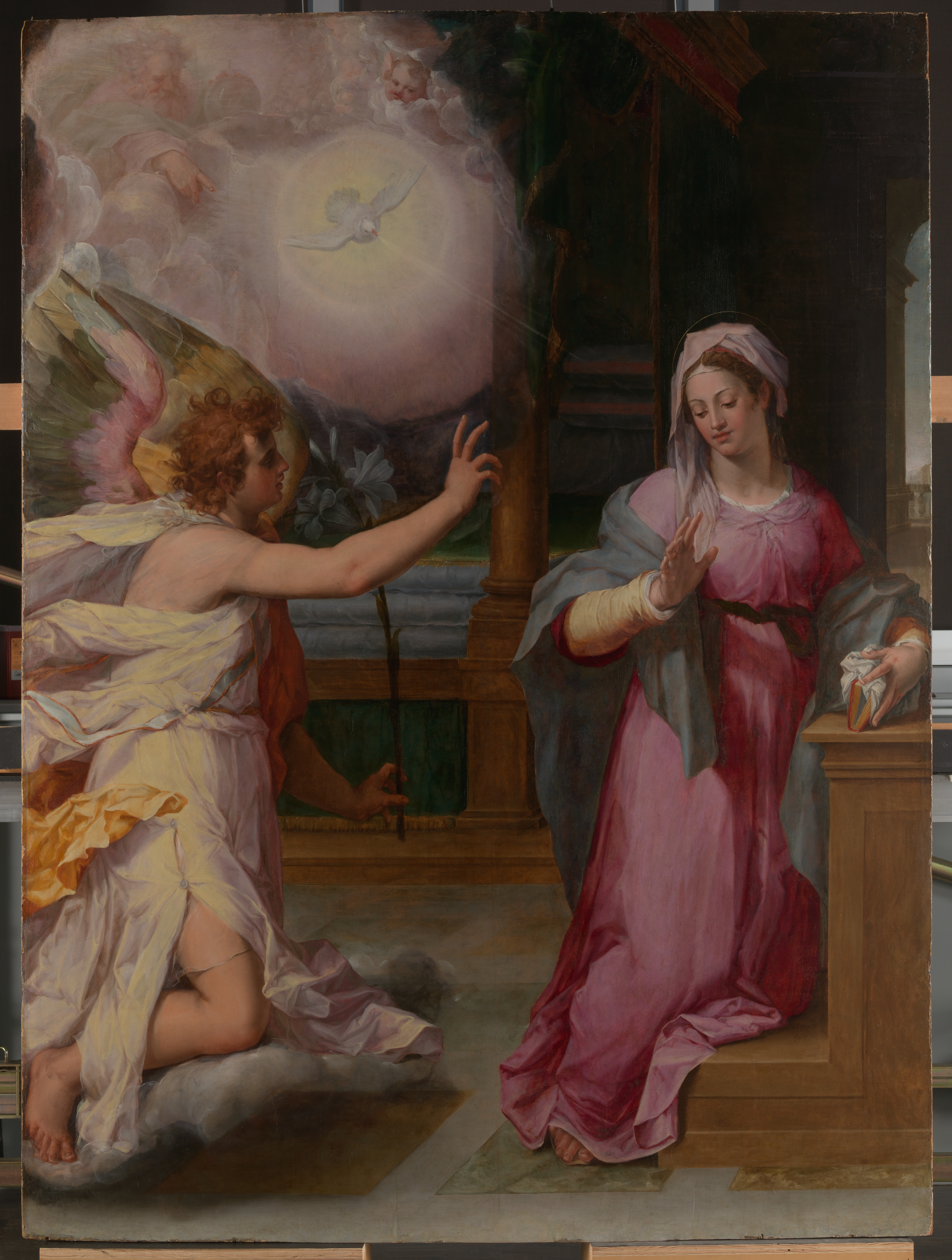
L'Annuncio a Maria

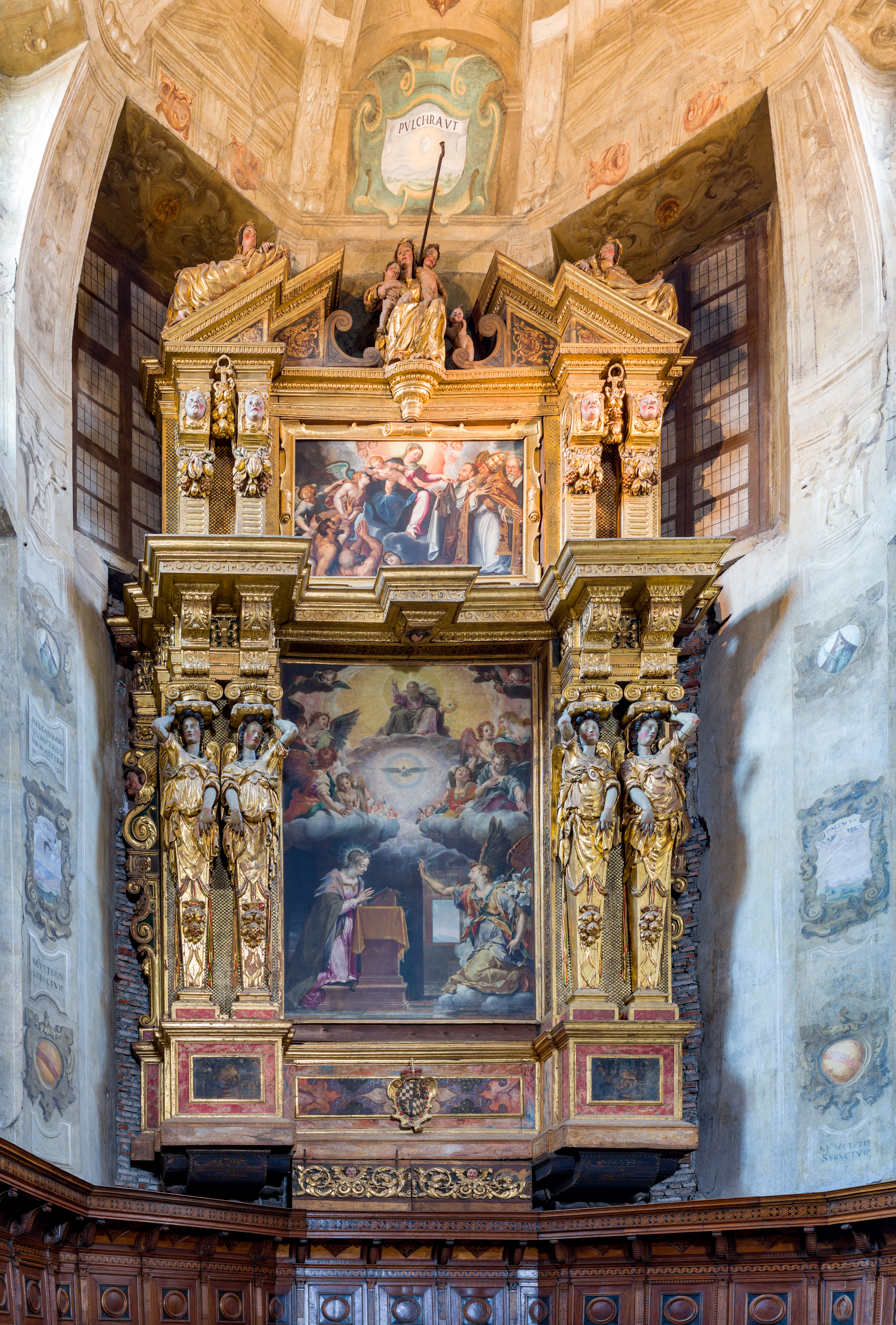
Pala dell'Annunciazione nella Chiesa di Santa Maria del Carmine a Brescia.

Pieter de Witte, detto anche Peter Candid o Pietro il Candido (Bruges, 1540/1548 – Monaco di Baviera, 1628), è stato un pittore fiammingo.

## Biografia
Pieter de Witte visse per un periodo della sua vita in Italia. La sua presenza è documentata nel 1568 a Firenze, come accademico delle Arti e del Disegno. Vi abitava assieme al padre scultore e al fratello.
Negli anni in cui fu collaboratore di Giorgio Vasari si compì la sua maturazione artistica, testimoniata dai lavori eseguiti nella Sala Regia in Vaticano e nella cupola di Santa Maria del Fiore a Firenze. Dopo la morte del Vasari restò a Firenze fino al 1577; poi visse a Volterra fino al 1585, quando rientrò a Firenze.
Le altre opere principali del periodo italiano furono una Gloria di Maria (1578) nel duomo di Volterra, una Natività e una Pietà per la chiesa di San Salvatore al Monte Nibbio, varie Sacre Conversazioni e Madonne.
Si trasferì negli anni successivi alla corte di Guglielmo V di Baviera a Monaco, lasciando un numero copioso di opere e di cicli pittorici. In questo periodo fu soprannominato Peter Candid o Pietro il Candido, traducendo il cognome all'italiana per rimarcare la sua lunga esperienza artistica in Italia.
Il pittore realizzò pale per le chiese di Augusta e Frisinga e si distinse come disegnatore di cartoni per arazzi, tra i quali sono celebri i Mesi e le storie di Ottone I di Baviera (primo dei Wittelsbach ad assurgere al rango ducale): entrambe le serie sono custodite presso la Münchner Residenz.
A Monaco, nel quartiere di Giesing, al pittore sono dedicati una via Candidstraße, un ponte Candidbrücke, un tunnel Candidtunnel, un pezzo della tangenziale di Monaco, la piazza Candid con la stazione di Metropolitana con lo stesso nome Candidplatz (metropolitana di Monaco di Baviera).
Il suo busto è collocato nella Ruhmeshalle a Monaco.

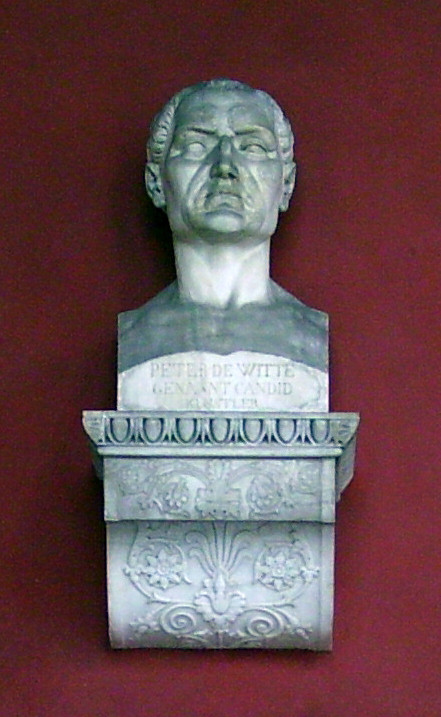
Pieter de Witte, alias Peter Candid; busto nella Ruhmeshalle